# Eupithecia atuni
Eupithecia atuni es una especie de polilla de la familia Geometridae. La especie fue descrita por primera vez por (Mironov y Galsworthy, habiendo sido descrita en 2006, con distribución en China, especialmente descrita en los alrededores de Dêqên, provincia de Yunnan. Es una polilla de pequeño tamaño, de color crema pálido, con una envergadura de las alas de aproximadamente 19 a 22 milímetros (0,7 a 0,9 plg).

## Descripción
El ala anterior de la polilla tiene un color ante pálido, más en su zona anteromedial. Cuenta con líneas transversales marrón que atraviesan el ala. Su mancha discal es un marrón negruzco. El ala posterior es también de un marrón pálido. El uncus es amplio y biapical, con palpos igual de amplios.